# غاري هوف
غاري هوف (بالإنجليزية: Gary Huff)‏ هو لاعب كرة قدم أمريكية أمريكي، ولد في 27 أبريل 1951 في ناتشيز في الولايات المتحدة.

## وصلات خارجية
- غاري هوف على موقع مرجع كرة القدم المحترفة.كوم (الإنجليزية)